# アーネスト・E・ジャスト

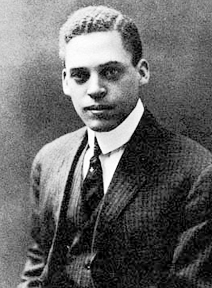
アーネスト・E・ジャスト

アーネスト・エヴェレット・ジャスト（Ernest Everett Just, 1883年8月14日 – 1941年10月27日）は、アメリカ合衆国におけるアフリカ系アメリカ人の生物学者の草分け。ジャストは彼の成年期を海洋生物の標本の採集と分類と飼育に費やした。科学者は研究室で細胞をばらばらにして観察するよりもむしろ、標準状態下で研究すべきであると信じた。ジャストの主要な遺産は、有機体の発達における細胞表面の基本的な役割の認識であった。ジャストの主な伝記作家は、マサチューセッツ工科大学の修辞学教授のケネス・マニングである。

## 若年期
ジャストは1883年に、父チャールズ・フレイジャー・ジャスト・ジュニアと母メアリー・マシューズ・ジャストのもと、サウスカロライナ州チャールストンで生まれた。祖父チャールズ・シニアと父は埠頭労働者で、彼が4歳の時に二人とも死亡し、母メアリーが一人で彼と弟と妹を育てた。メアリーは家族を養うため、チャールストンのアフリカ系アメリカ人の学校で教えていた。夏の間、彼女はジェームス島のリン鉱石採掘場で過酷な労働をした。島に多くの空閑地があったことに気づいたメアリーは、何組かのアフリカ系アメリカ人の家族にそこへ引っ越して農業をするよう勧めた。彼らの創設した町は、最終的に彼女の名前にちなんでメアリーヴィルと名付けられた。
メアリーはジャストを教師にすることを望んで、サウスカロライナ州オレンジバーグにあるアフリカ系アメリカ人のみの全寮制学校に13歳の彼を送った。南部のアフリカ系アメリカ人の学校は教育の質が劣っていたため、ジャストとメアリーは北部の学校に行った方がいいと考えた。16歳の時、ジャストはニューハンプシャー州メリデンの大学進学のための高校、キンボール・ユニオン・アカデミーに入学した。彼はキンボールで唯一のアフリカ系アメリカ人の学生であったが、4年のプログラムをわずか3年で完了し、1903年にクラスで最も高い成績で卒業した。メアリーは、ジャストがわずか17歳の、キンボールの2年次に在籍していた時に死去した。
キンボール・ユニオン・アカデミーを卒業した後、ジャストはニューハンプシャー州ハノーバーのダートマス大学に入学した。彼は1907年にダートマスを優等（マグナ・クム・ラウデ）で卒業した唯一の学生であった 。アーネストは植物学、歴史学、社会学で優秀な成績を収めて、2年間のルーファス・チョート奨学生に指定された。

## 生物学者に
ダートマスを卒業後、ジャストは当時のすべてのアフリカ系アメリカ人の大学卒業生と同じ問題に直面した。いかに優秀で成績が良くても、白人の大学の教職員になることは不可能に近かった。ジャストは当時最善と思われた選択を採り、アフリカ系アメリカ人のための大学であるワシントンD.C.のハワード大学で、教員の地位に就いた。1910年、 彼は学長ウィルバー・P・サーキールドが新たに創設した生物学部門の担当を任された。1912年、彼は動物学部の学部長になり、1941年に死去するまでその地位にあった。ジャストはすぐにシカゴ大学生物学部の学部長、フランク・R・リリー博士の知己を得た。マサチューセッツ州ウッズホール海洋生物学研究所の所長であったリリーは、1909年の夏にウッズホールで彼の研究助手にジャストを招いた。その後20年間、1年だけを除いて毎年夏にジャストはウッズホールで過ごした。1912年6月12日、アーネストはハワード大学でドイツ語を教えるエセル・ハイワーデンと結婚した。彼らは3人の子供マーガレット、ハイワーデン、マリベルをもうけた。
1911年、ジャストはハワード大学の学生エドガー・エイモス・ラヴ、オスカー・ジェイムズ・クーパー、フランク・コールマンらがフラタニティの『オメガ・サイ・ファイ』を創立するのに助力し、初代顧問を務めた。オメガ・サイ・ファイはアフリカ系アメリカ人のための大学でアフリカ系アメリカ人のために設立された初めてのフラタニティである。
1915年、ジャストはハワード大学を休職し、シカゴ大学の上級学問プログラムに入学した。その同年、卓越した若い科学者として国民的な名声を増していたジャストは、2月12日にNAACPのスピンガーン・メダルの最初の受賞者となった。1916年6月、ジャストは受精のメカニズムの論文で、シカゴ大学から実験発生学（experimental embryology）の博士号を受け、主要な大学からこの学位を受けた一握りのアフリカ系アメリカ人のひとりとなった。
続く数年の間、ジャストは世界的に尊敬される生物学者になった。ウッズホールでは、彼は海洋哺乳類の細胞の受精を研究する数千の実験を指揮した。彼の小型の水生動物に関する仕事はヨーロッパの生物学者から高く評価された。1922年、ジャストはジャック・レーブの人為単為生殖の理論の反証に成功した。彼が最初に出版した本、『海洋哺乳類の卵に関する実験の基礎』は、ウッズホールでの研究がベースになった。ジャストは20年間以上にわたるウッズホールでの研究の結果50以上の論文を出版した。
しかしながら、主要なアメリカの大学ではいつまでも役職を得ることができなかったために、ジャストは不満を募らせた。彼は定収入を得られて彼の好きな研究により多くの時間を費やせる地位を欲していた。アメリカ合衆国での人種的偏見が自らの可能性を制限していると感じ、ジャストは1929年1月にヨーロッパへ移住した。その同年、彼はイタリアのナポリにある動物学の研究所で実験を行った。そして1930年、彼は数名のノーベル賞受賞者が研究を行っていたドイツ、ベルリンのカイゼル・ウイルヘルム学会に招かれた最初のアメリカ人となった。
ジャストは当時もハワード大学に奉職していたが、ほとんどの時間をドイツで過ごした。1931年、彼はドイツ人のヘートヴィヒ・シュネッツラーと出会い、後に結婚した。1933年の初め、国家社会主義ドイツ労働者党（ナチス）が政権を掌握し始めた頃、ジャストはドイツでの研究を中断した。1934年、ジャストは研究のほとんどをイタリアとフランスのパリ大学で行った。ハワード大学の経営陣との絶えない意見の相違にひどく疲弊し、健康を害したジャストは1938年にフランスに恒久的に移住した。
1939年、ジャストは、海洋性小型哺乳類に関する生涯の業績を要約した不朽作『細胞表面の生物学』を出版した。

## 晩年
1940年、ドイツがフランスに侵攻し、ジャストは短期間ながら捕虜収容所に収容された。同年9月、彼はアメリカ合衆国国務省に救出されて故国に戻った。しかし、収容に先立つ数ヶ月の間にジャストはひどく健康を害していた。健康状態は捕虜収容所にいた間に、また帰国の途上において、なお悪化した。ジャストは、ハワード大学の教壇に再び立ちうるほどに回復することは二度となく、1941年10月27日に膵臓癌で死去した。